# Kinkembo
Kinkembo est une localité du sud de la République du Congo, située dans le Mindouli, district du département du Pool, à une altitude de 331 m. Traversée par le chemin de fer Congo-Océan, elle possède une gare ferroviaire.